# Hypsolebias magnificus
Hypsolebias magnificus es una especie de pez actinopeterigio de agua dulce, de la familia de los rivulines.

## Morfología
Con el cuerpo muy colorido y una longitud máxima descrita de 5 cm.

## Distribución y hábitat
Se distribuye por ríos de América del Sur, por el tramo medio de la cuenca fluvial del río São Francisco, en Brasil. Son peces de agua dulce, de comportamiento bentopelágico no migratorio, que prefieren aguas tropicales entre 22 y 26 °C.